# 화살오징어

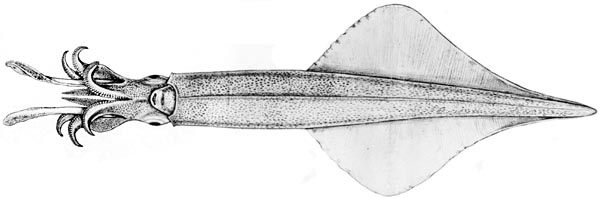

화살오징어(Heterololigo bleekeri) 또는 화살꼴뚜기는 꼴뚜기과의 연체동물이다. 화살오징어속(Heterololigo)의 유일종이다.

## 외형
몸은 머리·몸통·다리의 세 부분으로 이루어지며, 머리는 다리와 몸통 사이에 있고 좌우 양쪽에 큰 눈이 있다. 열 개의 다리가 있으며 다리는 끝으로 갈수록 점점 가늘어지고 안쪽에 짧은 자루가 있는 빨판이 있다. 다리는 보통 때는 주머니 속에 들어 있다가 먹이를 잡을 때에 뻗친다. 배쪽에 있는 깔때기는 다리와 같은 모양이며 외투 속의 바닷물이나 배설물·생식물을 내보낸다. 또 호흡이나 유영에도 도움이 된다. 급속하게 운동할 때 외투강의 물을 깔때기로부터 세게 분출시켜 그 반동에 의해서 뒤쪽으로 헤엄친다. 몸통은 근육질인 원통형 외투로 싸여 있고 내장과 외투 사이에 외투강이 있다. 외투의 가장자리 또는 양쪽에 지느러미가 있다. 다리에 둘러싸인 중앙부에 입이 있으며, 위아래에 잘 발달된 악편(顎片)이 있다.

## 구조
입 속에는 치설이 있으며 아홉개의 이가 가로로 줄지어 있는데 이것이 겹쳐서 끈 모양으로 되어 있다. 식도에는 모래주머니가 있으며 위는 근육이 발달되어 있다. 장은 짧고 항문부의 등면에 먹물주머니가 있어 위험이 닥치면 먹물을 분출하여 적의 눈을 피한다. 머리부에는 식도를 둘러싼 뇌가 발달되어 있고 그것은 다시 연골로 둘러싸여 있다. 아가미는 외투강 안에 한 쌍이 있고, 그 기부에 아가미심장이 있다. 심장은 2심방 1심실이다. 암수딴몸으로 수컷의 오른쪽 제4다리의 끝은 빨판이 유두상(乳頭狀)으로 변형하여 교접완이 되어, 정자가 가득 들어 있는 정협을 암컷의 주구막(周口膜)에 있는 수정낭으로 보내는 구실을 한다. 알은 크고 난황이 많으며 한천질의 알주머니에 들어 있다. 생식 시기는 4-6월경이다.